# Адриан Пьотровски
Адриан Иванович Пьотровски на руски: Адриа́н Ива́нович Пиотро́вский е руски филолог, филмов и театрален критик, драматург, сценарист и преводач. Той е художествен ръководител на филмовото студио „Ленфилм“, Заслужил артист на РСФСР.

## Биография
Адриан Иванович Пьотровски е роден на 8 (20) ноември 1898 г. във Вилнюс, а според други източници – в Дрезден. Той е извънбрачно дете на Вера Викторовна Петухова от известния руски филолог Фадей Зелински, неин преподавател в Бестужевските курсове. Вера заминава да роди в чужбина и затова градът, в който е роден Адриан, не е съвсем ясен. Детето е осиновено от леля си Евгения Викторовна Пьотровска и съпруга и Иван Осипович Пьотровски, от когото получава фамилията и бащиното си име. Адриан научава тайната на раждането си в юношеските си години.
Момчето прекарва детството си в Нижни Новгород, а през 1908 г., само на 10 години, се мести сам в Санкт Петербург, където успява да влезе в известната немска гимназия Петришуле. През 1916 г. постъпва в Петербургския университет, в катедрата по класическа филология и завършва през 1923 г. Родният му баща Зелински се появява периодично в живота на момчето. Той пробужда и развива у него интерес към древността и през летните ваканции понякога го води в Гърция.
При завършването си Адриан приема за основна своя цел да промени живота на народа чрез изкуствата. Революцията привлича Пьотровски с мащаба на поставените задачи и огромната публична аудитория, жадна за нови гледки и впечатления. През 1918 г., още не завършил университета, става научен сътрудник в Академията по история на материалната култура. В края на 1918 г. той организира театрално-драматичната работилница „Красноармейска“, съществувала до лятото на 1920 г. През 1919 – 1920 г. Пьотровски е организатор на пропагандни театрални постановки и масови представления, включително и такива, които са посветени на революцията в Петербург.
От 1921 г. е изследовател в Руския институт по история на изкуството. През 1924 г. става директор на Висшите държавни курсове по история на изкуството в Държавния институт по история на изкуството и преподава история на античния театър и социология на изкуството.
На 20 юли 1937 г. е арестуван по обвинение в шпионаж и саботаж и е разстрелян на 21 ноември 1937 г. в Ленинград. На 25 юли 1957 г. е реабилитиран посмъртно.

## Организационна дейност
През 20-те и 30-те години на 20 век се занимава с организационна културна дейност, работи като изследовател на изкуството, драматург и либретист. Съавтор е на либретото на балета „Светлият поток“ от Дмитрий Шостакович.
От 1923 до 1927 г. е ръководител на художествения съвет и завеждащ литературната част на Болшой театър. От 1924 г. ръководи художествения отдел на Ленинградския губернски отдел за политическа просвета (Губполитпросвет) и фактически става отговорник за цялата художествена самодейност в Ленинград. Участва активно в създаването на театри от нов тип – Театъра на новата драма, Театъра на младия зрител и Театъра на работещата младеж. В периода 1925 – 1932 г. отговаря за литературната част на Ленинградския театър на работещата младеж (ЛенТРАМ). През 1928 – 1937 г. е художествен ръководител на съветската кинематографична държавна организация „Совкино“, по-късно преименувана на „Ленфилм“. През 1933 – 1936 г. ръководи литературната част на оперния Малий театър. През 1935 г. му е присвоено званието Заслужил артист на РСФСР. Лично оформя репертоарите на почти всички основни театри в града, което го поставя в самия център на театралния живот в Ленинград в средата на 1920-те години.
Според Пьотровски драматизацията, за разлика от обективната традиционна драма, трябва да има явна агитационна насоченост и да се стреми не да показва, а да доказва и убеждава, като по този начин променя живота на хората. Постановката, за разлика от традиционната драма, не трябва да използва словесния диалог като единствен или дори предпочитан метод за изразяване. Напротив, в зависимост от мащаба на своите възможности, тя трябва да борави с различни изразни средства – дума, песни, гимнастически марш, военен парад, димна завеса, пушечна канонада, фойерверки и т.н. Той нарича такива грандиозни масови постановки инсценировки и ги организира в голям мащаб. Те са напълно освободени от всякакви правила при използването на театралното „пространство“ и „време“. В тях участват стотици червеноармейци, а самите представления са изградени изцяло върху импровизация. Провеждат се точно в центъра на града – в Народния дом в Александровския парк, на Дворцовия площад, на стъпалата на Фондовата борса, на Василевския остров.
Например, при едно от организираните от Пьотровски представления, за сцена служат Петропавловската крепост и околностите ѝ, а десетки хиляди зрители стоят по отсрещния насип. Екшънът се разиграва вечерта – десет хиляди души с горящи факли маршируват, нападат и щурмуват стария свят, изгарят чучела на буржоа, тичат в безкрайни редици по ръба на крепостните стени, обграждайки цялата крепост с горящи пръстени, а вълните на Нева отразяват безбройните светлини. Мащабът на представлението е впечатляващ и силно въздействащ върху зрителите.

## Драматургия
През 1919 г., заедно със Сергей Радлов, пише пиесата „Битката при Саламин“ и я поставя в своето „Студио“. На следващата година за цирка пише спектакъла „Мечът на света“. През 1922 г. за Централното агитационно студио на „Губполитпросвет“ създава пиесата „3 – 5 юли“. На следващата година се появяват пиесите му „9 януари“, „Комунистически манифест“ и други.
През 1926 г. написва три пиеси – „Гибелта на петимата“, „Правь, Британия!“ и „Смъртта на командира на армията“. Музиката и към трите произведения е създадена от Дмитрий Шостакович. Най-голям успех в театъра има постановката на пиесата на Пьотровски „Падението на Елена Лей“, поставена в Нов драматичен театър през 1933 г.
С течение на времето в негово увлечение се превръща киното, което той нарича „най-важното изкуство“. По негов сценарий, написан в сътрудничество с драматурга Николай Ердман, през 1927 г., в „Ленфилм“ се снима филмът „Турбина No 3“ („Победителите на нощта“).

### Драматични произведения[2][4]
- 1921 – Мечът на света – празничен спектакъл
- 1923 – Падението на Елена Лей – драма
- 1925 – Смъртта на командира на армията – драма
- 1926 – Дуняха-тонкопряха – работническа оперета, съвместно с Д. Толмачьов
- 1926 – Светъл ручей – балетно либрето, заедно с Фьодор Лопухов. Музика – Дмитрий Шостакович през 1935 г.
- 1926 – Виенското колело – филмов сценарий по Вениамин Каверин. Филмът е режисиран от Григорий Козинцев и Леонид Трауберг.
- 1927 – „Турбина No 3“ („Победителите на нощта“) – филмов сценарий по романа на Фьодор Гладков „Цимент“
- Ромео и Жулиета – балетно либрето, съвместно със Сергей Прокофиев, Сергей Радлов и Леонид Лавровски. Балетът е поставен през 1940 г., вече след смъртта на Пьотровски.

## Филмова и театрална критика
В периода 1920 – 1925 г. Пьотровски публикува статиите „Театър на народната комедия“, „Петербургски празници“, „Театър на пролетарската култура“, „За съветския театър!", „Младата драматургия“, „За новите пиеси“ и други.
Отзивите му за нови пиеси и филми се публикуват от издателство „Академия“, а интересът му към античността нараства с развитието на аматьорския театър. Неговата свръхактивна работа е отражение на основните художествени тенденции от следреволюционните години. Като театрален експерт защитава идеята за аматьорски масов театър, основан в древността и важен за реформите в съветския театър. Излага идеите си в статиите „Античен театър“ (1931), „Към теорията на аматьорския театър“ (1926) и други. Приема, че е призван да „създаде нов героичен и монументален театър“ в съответствие с принципите на „масовото героично театрално действие“. В колективните импровизации Пьотровски вижда възраждащия се дух на демократична Елада и обявява аматьорския, уличен театър за носител на определени принципи, дошли от древността.
Пьотровски смята, че киното е изкуство с по-висока техническа организация и структура от театъра и следователно е по-адаптивно към новите реалности. Първоначално просто рецензира филмите в ленинградската преса, но след това се заема с развитието на теорията на киното. Основната му работа в тази област е „Към теорията на киножанровете“ (1927). В нея авторът сравнява различни начини на развитие на сюжета – в киното и театъра, в киното и литературата, в киното и фолклора.
Страстта му към киното е част от идеята му за реорганизация на живота с помощта на киното и това е добре разбрано от тогавашните авангардисти. Чрез киното може да се повлияе на зрителя по много по-различен и масов начин, отколкото чрез театъра. Абсолютно в духа на времето, Пьотровски съчетава работата в киното и страстта към любителските представления, приемайки ги като художествено организирана форма на новия начин на живот. Противопоставя се на натурализма в театъра и предлага традиционната структура на пиесата да се замени с по-гъвкава форма, тъй като драмата на диалога не може да вмести в себе си социалната и психологическа сложност на живота.
Като художествен ръководител на филмовото студио „Ленфилм“ той се изказва в художествения съвет, обсъжда сценарии и други материали за филмите, приема и одобрява нови филми. Едновременно с това продължава да рецензира спектаклите на ленинградските театри и пише теоретични и исторически статии за драматургия, кино и театър. Някои от тези произведения са събрани в сборника „Театър. Филм. Живот ", издаден по повод 70-годишнината на Адриан Пьотровски.
Руският кинодраматург Михаил Блейман пише за Пьотровски: „Основното в него е удивителната цялост на природата му и единството на всичко, което той прави. Личното отношение към историята и културата и личната нужда от създаване на нова култура са съдържанието на характера на Адриан Иванович, негова житейска мисия и страст“.

## Преводаческа дейност
При цялото разнообразие на творческото си дарование, все пак основното литературно занимание на Пьотровски остават преводите на антични автори – пиесите на Есхил, Софокъл, Еврипид, Аристофан и Менандър, поезията на Катул. Започва да превежда древни автори още като студент. През живота си превежда от старогръцки на руски елегиите на Теогнид Мегарски, всички оцелели комедии на Аристофан, всички оцелели трагедии на Есхил, „Едип цар“ на Софокъл, „Иполит“ на Еврипид, „Третейски съд“ на Менандър. От латински превежда „Сатирикон“ на Петроний, „Златното магаре“ от Апулей, комедии от Плавт, „Книга за лириката“ от Катул.
Още през 1920 г. Фадей Зелински помества във втора част на книгата си „Древногръцката литература от епохата на независимостта“ преводи на сина си – „Частушки на жътварите“ от Теогнид Мегарски, „Осите“ и „Конници“ от Аристофан. В отделни издания са публикувани преводите на „Елегии“ от Теонид Мегарски, „Конници“ и „Лизистрата“ от Аристофан. През 1923 г. работата му „Античен театър. Театърът на Древна Гърция и Рим“ е включена в сборника „Есета за историята на европейския театър“.
За Централното агитационно студио Пьотровски превежда пиесата на Ернст Толер „Masse Mensch“, а за Сергей Радлов – „Лизистрата“ от Аристофан, които са поставени в Академичния драматичен театър.
Преводът му на „Комедии“ от Аристофан се основава на изучаването на проблемите на композицията и мизансцена на античната комедия. Някои отклонения от текста се дължат на духа на „масовата, политически активна развлекателна система“. Преводите на античните поети обаче, особено на Елегиите на Теогнид Мегарски и „Книга на лириката“ от Катул, се отличават с високата си поетична техника и спазване на точните размери на оригинала.
В продължение на много години преведените от него произведения са публикувани без да се споменава името му, а други въобще не са преиздавани. Едва през 1962 г. списание „Изкуството на киното“ публикува „колективен разказ за Адриан Пьотровски“ под името „Какво може да направи един редактор“. През 1969 г. са публикувани два сборника – единия с негови статии, а втория – със статии за него.

### Преводи[2]
- 1920 – Аристофан – парабаза от „Конници“ и „Кучешки процес“ от „Осите“
- 1922 – Теогенид Мегарски – Елегии
- 1923 – Аристофан – Лизистрата
- 1923 – Аристофан – Ахарняни
- 1924 – Петроний – Сатирикон
- 1929 – Апулей – Златното магаре
- 1928 – Катул – Лирика
- 1934 – Аристофан – Комедии
- 1937 – Есхил – всички трагедии
- 1937 – Софокъл – Едип цар
- 1937 – Еврипид – Иполит
- 1937 – Менандър – Третейски съд
- 1937 – Ернст Толер – Драми